# Стратива (село)
Стратива — село в Стародубском муниципальном округе Брянской области.

## География
Находится в южной части Брянской области на расстоянии приблизительно 26 км по прямой на юг-юго-запад от районного центра города Стародуб.

## История
Известно с 1711 года как владение помещиков Рубцов (позднее также Слепушкиных и других). В 1902 году была построена деревянная Покровская церковь (не сохранилась). В XVIII-XIX вв была еще Васильевская церковь. До 1781 года числилось в Топальской сотне Стародубского полка. В XIX веке село Стратива было в составе Соловской волости Стародубского уезда Черниговской губернии. В 1859 году в селе было учтено 78 дворов, в 1892—154. В 1941 году в селе насчитывалось 193 двора. До 2020 года входило в состав Воронокского сельского поселения Стародубского района до их упразднения.

## Население
Численность населения: 639 человек (1859 год), 786 (1892), 282 человека в 2002 году (русские 98 %), 225 в 2010.